# 10-cm-Flugabwehrkanone Typ 98
Die Typ 98 10-cm-Flugabwehrkanone (japanisch 九八式十糎高角砲) war ein Flugabwehrgeschütz, das bei der Kaiserlich Japanischen Marine im Zweiten Weltkrieg auf dem Flugzeugträger Taihō, dem Leichten Kreuzer Ōyodo und den Zerstörern der Akizuki-Klasse sowie an Land eingesetzt wurde. Die Waffe galt in der japanischen Marine als das beste Geschütz für die Flugabwehr. Es verfügte über ausgezeichnete Eigenschaften, was die Reichweite und die Schusshöhe betraf und hatte eine hohe Feuergeschwindigkeit.

## Beschreibung

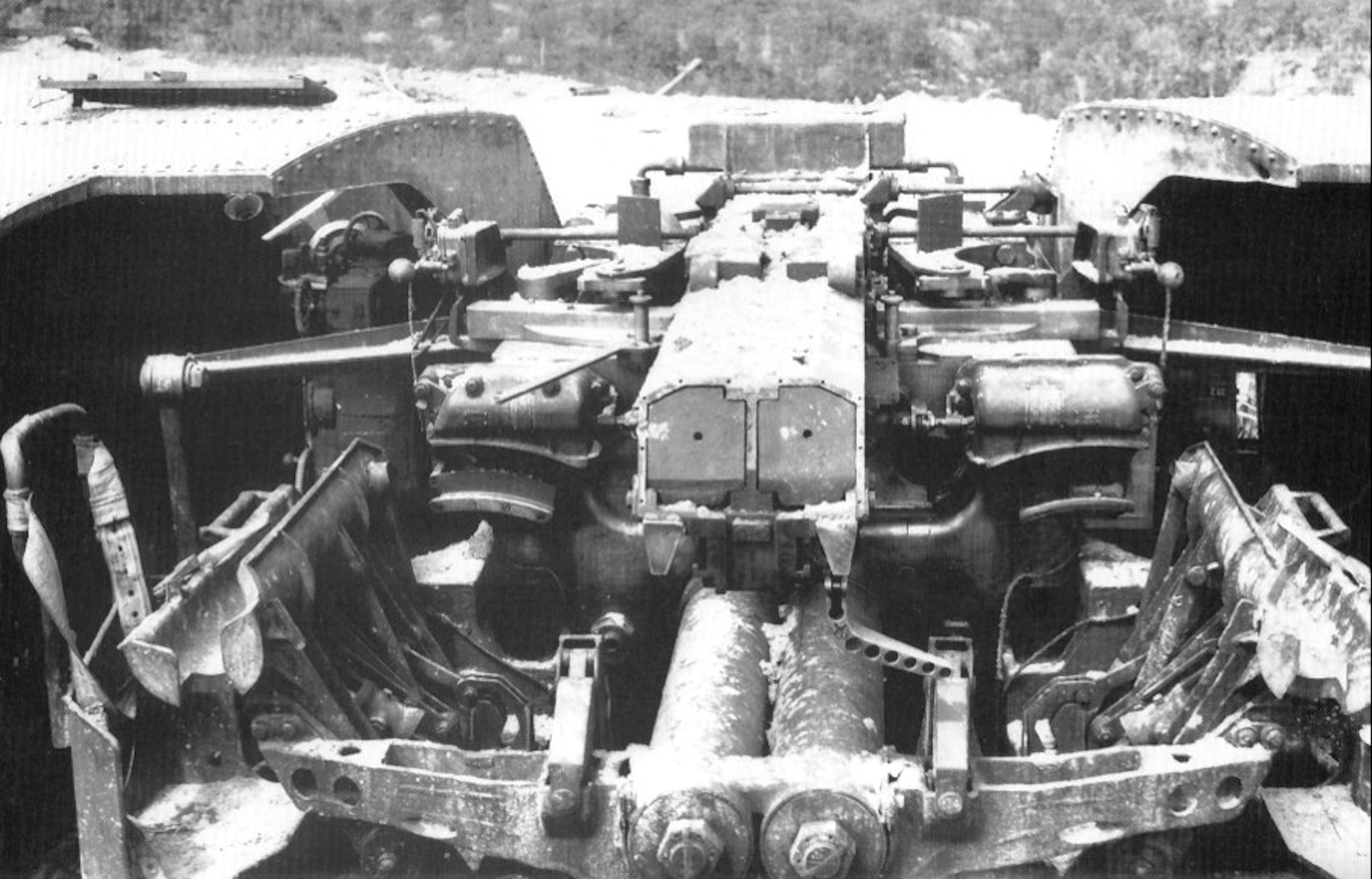
Blick von hinten auf die Oberlafette der Typ 98 10-cm-Flugabwehrkanone in Zwillingslafette

### Geschütz
Das Geschütz bestand aus dem Rohr, der Oberlafette mit Rohrrücklauf, der Unterlafette mit Pivot und der Schutzhaube für die Bedienung.
Das Rohr hatte mit dem Verschluss eine Länge von 6,73 m, Rohr und Kammer waren 6,50 m lang und die Länge des Laufs mit Zügen betrug 5,631 m. Das Rohr hatte 32 Züge mit Rechtsdrall. Das Zugkaliber betrug 6,012 mm bei 1,02 mm Tiefe, das Feldkaliber war 4,850 mm.
Der ursprüngliche Entwurf aus dem Jahr 1933 hatte ein Rohr in der Länge von 70 Kalibern, dieser wurde jedoch bei der Produktion auf 65 Kaliber reduziert. Diese Reduzierung beruhte offenbar auf Versuchen mit einem experimentellen 14-cm-Geschütz mit der Kaliberlänge 80 im Januar 1933 und dem erfolgreichen Entwurf des 15,5 cm Typ-3-Geschützes mit einer Kaliberlänge von 60. Zwei verschiedene Typen von Rohren wurden bei dem 10-cm-Geschütz verwendet, beim Typ I ein Mehrlagenrohr, später, beim Typ I-2 ein einteiliges Rohr. Diese Geschütze wurden ausschließlich in Zwillingsaufstellung verwendet und hatten zwischen den Rohren für jedes Rohr eine Rohrbremse die hydraulisch mit Federunterstützung das Rohr nach dem Feuern bremste und wieder in die Ausgangsposition brachte. Der Rückstoß betrug zwischen 41 cm und 50 cm.
Die Oberlafette des Zwillingsgeschützes war an zwei Drehachsen vertikal beweglich an der Unterlafette befestigt. Die Unterlafette selbst war über einen Zahnkranz horizontal drehbar mit dem Schiffsdeck oder den Schiffsaufbauten verbunden. An ihr waren die Richtmechanismen montiert, die manuell mit Handrädern durch Skalenabgleich oder elektromechanisch direkt über die Feuerleitanlage gerichtet werden konnten. Der Höhenrichtbereich lag bei −10° bis +90° bei einer Geschwindigkeit von 16°/Sekunde. Der Seitenrichtbereich war 360° bei einer Geschwindigkeit von 11° – 16°/Sekunde, wurde an Bord aber durch die Decksaufbauten der Schiffe auf etwa ±150° begrenzt. Aufgrund des hohen Gewichts erfolgte die Bewegung der Waffen elektromechanisch. Im Notfall konnte dies auch mit einem Handradmechanismus bei allerdings deutlich reduzierter Geschwindigkeit erfolgen. Das Geschütz konnte in jeder Position geladen werden und musste nicht abgesenkt werden, deshalb betrug die Schussfolge theoretisch 20–22 Schuss/Minute. In der Praxis war ein Wert von 15–19 realistischer. Ein Geschütz hatte eine Lebensdauer von etwa 350–400 Schuss.

### Munition
| Typ                     | patroniert   |
| Zünder Projektil        | Zeitzünder   |
| Gesamtgewicht Granate   | 28,2 kg      |
| Gewicht Projektil       | 13 kg        |
| Gewicht Sprengladung    | 0,95 kg      |
| Länge des Geschosses    | 116,3 cm     |
| Länge des Projektils    | 41,3 cm      |
| Treibladung             | 15 kg        |
| Mündungsgeschwindigkeit | 1.000 m/s    |
| Arbeitsdruck            | 3.050 kg/cm² |

Die für das 10-cm-Geschütz gefertigten Granaten waren ausschließlich mit einem Zeitzünder ausgerüstet, waren also nur für die Flugzeugabwehr konzipiert. Der effektive Radius bei einer Zündung betrug etwa 14 m.

### Einsatz
Während der Produktionszeit von 1940 bis 1944 wurden 169 Geschütze hergestellt. Zwölf waren auf dem Flugzeugträger Taihō im Einsatz, acht auf dem Leichten Kreuzer Ōyodo und insgesamt 96 auf den zwölf fertiggestellten Schiffen der Akizuki-Klasse' (jeweils acht). Der Rest wurde an Land aufgestellt.
Die Reichweite bei einem Winkel von 45° betrug 19.500 m, die Schusshöhe bei einem Winkel von 90° 14.700 m.
Der Munitionsvorrat je Geschütz war auf der Taihō 400 Granaten, auf der Ōyodo 200 und auf den Zerstörern 300 Granaten.

## Bemerkungen
1. ↑  Kartusche + Sprengladung in einem Stück